# Ботани Сворм
«Ботани Сварм» (англ. Botany Swarm) — команда Новозеландской хоккейной лиги, базируется в Окленде, Новая Зеландия. Команда была основана в 2005 году как «Саут Окленд Сварм». В сезоне 2007 года название команды было изменено, так как оно было похоже на название других команд, а также для того, чтобы лучше отразить географическое положение команды.

## Достижения
- Чемпион Новозеландской хоккейной лиги 2007, 2008, 2010 и 2011 годов.
- Вице-чемпион Новозеландской хоккейной лиги 2006 года.